# 明斯克站 (基輔地鐵)
明斯克站（羅馬化：Minska （ⓘ））是基輔地鐵奧博隆-特列姆基線的一個車站，開通於1982年11月6日。明斯克站的設計者是I.L. Maslenkov、T.A. Tselikovska和F.M. Zaremba，是基輔地鐵首個未用柱子支撐拱頂的車站。

## 外部連結
- Kyivsky Metropoliten — Station description and photographs （乌克兰語）
- Metropoliten.kiev.ua — Station description and photographs （俄文）